# Epsilon (företag)
Epsilon var ett svenskt konsultföretag med tjänster inom högteknologisk teknik- och systemutveckling. 

## Historia
Epsilons historia startade 1986, då Sapiakoncernen startades. Dan Olofsson var då ansvarig för Sapiakoncernens teknikkonsultdel och expansionen skedde genom förvärv av bolag, s.k. entreprenörspaket och organisk tillväxt. 1993 köpte Dan Olofsson loss konsultverksamheten och koncernen fick det nya namnet Sigma. Dan Olofsson var VD och börsintroduktion skedde 1997. Koncernen växte och var i början av 2000-talet cirka 3 000 teknik-, IT- och elektronikkonsulter.  2001 blev de tre affärsområdena Sigma AB, Epsilon AB och Teleca AB egna börsbolag. 2003 köpte Dan Olofsson ut Epsilon AB från börsen. Koncernchef sedan 2003 var Mats Boström. Från att ha varit 16 bolag (2011) samlade Epsilon 1 januari 2012 all verksamhet i ett enda, gemensamt bolag. I slutet av 2011 var det 1 600 personer fast anställda på företaget och härtill 12 276 oberoende partners och specialister i olika nätverk.
Den 18 oktober 2012 tillkännagavs att Epsilon köps upp av ÅF . Verksamheten har sedan integrerats med ÅF, och Epsilon som varumärke lagts ned.